# Bahnhof Artà

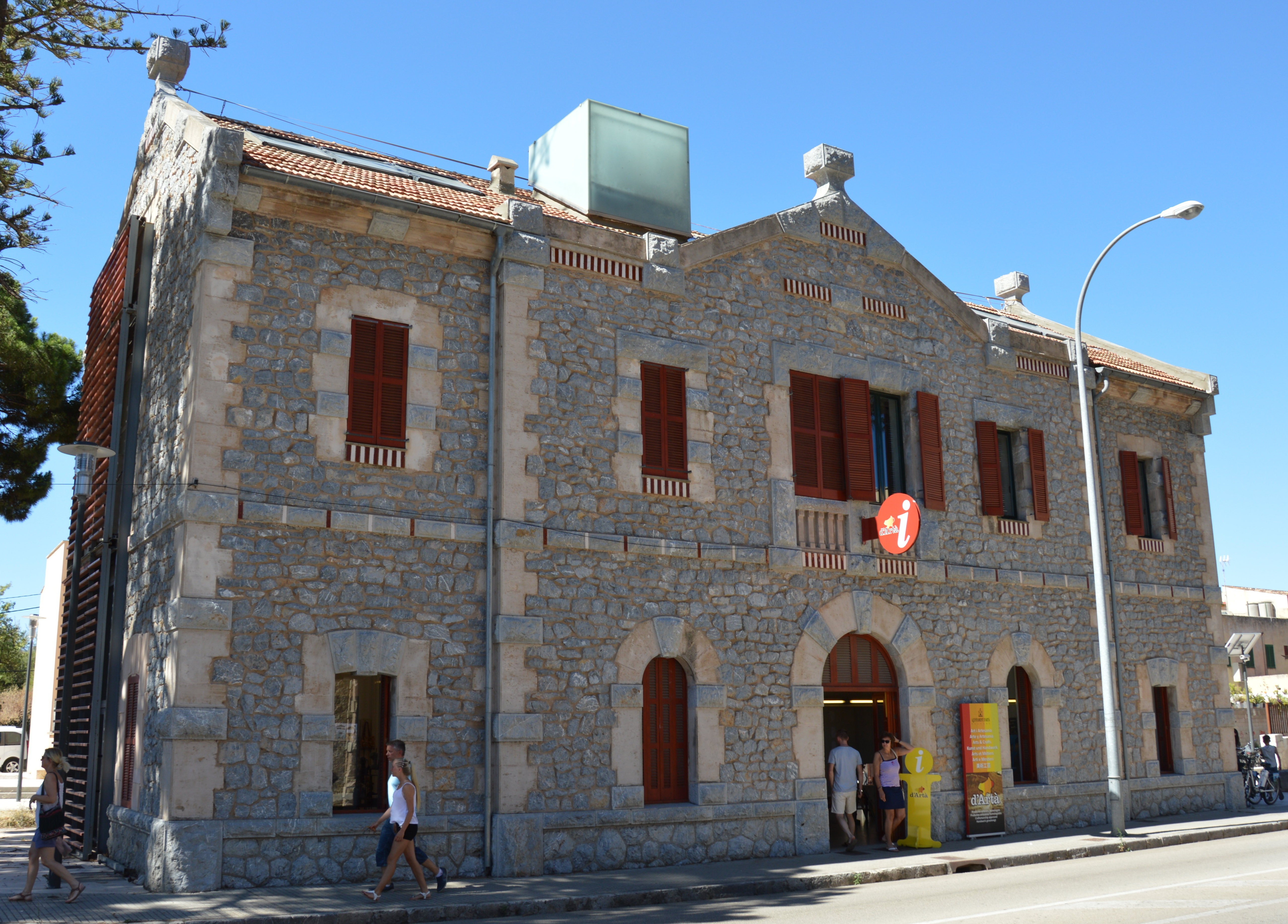
Bahnhof Artà, 2016

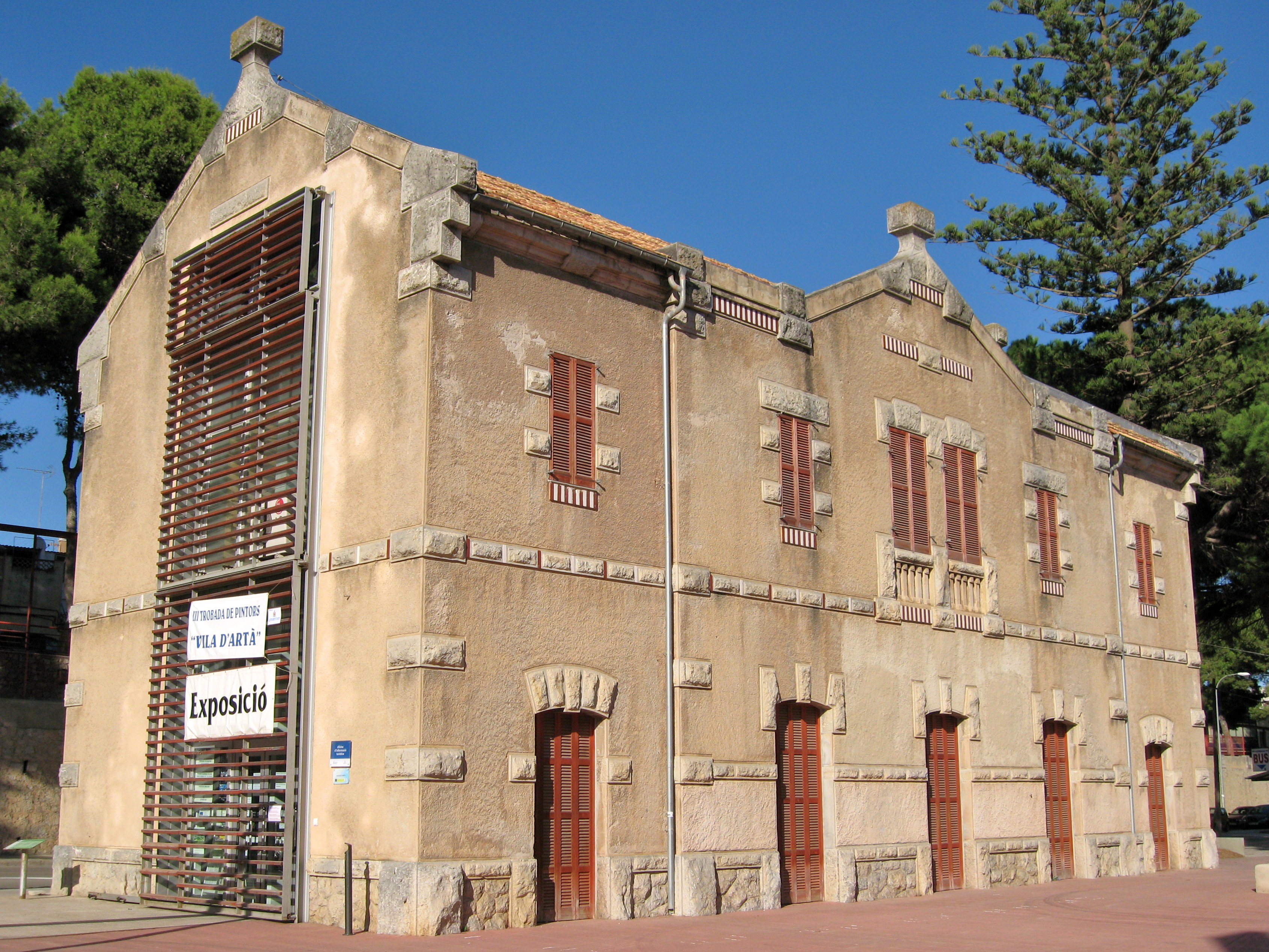
2008

Der Bahnhof Artà ist ein ehemaliges Bahnhofsgebäude in der spanischen Gemeinde Artà im nordöstlichen Teil der Mittelmeerinsel Mallorca. Es wird jetzt als Touristeninformation und für Ausstellungen genutzt.
Er befindet sich südlich der Altstadt von Artà an der Adresse Avinguda de Costa i Llobera 7.

## Architektur und Geschichte
Das zweigeschossige Bahnhofsgebäude entstand als Endbahnhof der Bahnstrecke Manacor–Artà auf rechteckigem Grundriss. Die Gestaltung ist typisch für die Bahnhofsbauten in der Region in der Bauzeit. Die Strecke zwischen Son Servera und Artà wurde als letztes Teilstück der Strecke im Juni 1921 eröffnet. Der Bau der Strecke ging maßgeblich auf eine Initiative Rafael Blanes Tolosa zurück. Die Strecke war bis 1977 in Betrieb und wurde dann stillgelegt.
Nachdem sich zwischenzeitliche Planungen zur Wiederaufnahme der Strecke zerschlagen hatten, wurde die Strecke zum Radweg umgebaut und 2014 eröffnet. In diesem Zuge wurde auch der Bahnhof renoviert und als Ausstellungsraum und Touristeninformation wieder in Betrieb genommen. Insbesondere werden regionale Produkte und Kunsthandwerk ausgestellt und verkauft. Darunter Produkte aus Palmfasern, Leder, Ton und Stoffen, aber auch Liköre, Honig und Wein. Darüber hinaus werden auch Möbel restauriert. Auf dem Bahnhofsgelände befindet sich ein Fahrradverleih.